# Chawathil
Chawathil, jedna od bandi Stalo Indijanaca s rijeke Fraser u kanadskoj provinciji Britanska Kolumbija, čiji je stariji naziv bio Hope Indian Band.
Godine 2006. njihova populacija iznosi 505, a žive na pet rezervata (reserve), to su Chawathil 4, Greenwood Island 3, Pekw'xe:Yles (Peckquaylis), Schkam 2 Tunnel 6.